# کامپسی، نیو ساوت ولز
کمپسی (به انگلیسی: Campsie) یک حومه شهر در استرالیا است که در نیو ساوت ولز واقع شده‌است.